# Ansonia latiffi
Espèce
Statut de conservation UICN

 NT  : Quasi menacé
Ansonia latiffi est une espèce d'amphibiens de la famille des Bufonidae.

## Répartition
Cette espèce est endémique de Malaisie péninsulaire. Elle se rencontre  de 43 à 255 m d'altitude sur les Sungai Lembing, Gunung Benom et Ulu Tahan au Pahang et sur le Gunung Lawit au Terengganu.

## Description
Les mâles mesurent jusqu'à 39,3 mm et les femelles jusqu'à 51 mm.

## Étymologie
Cette espèce est nommée en l'honneur de Abdul Latiff Mohamad.

## Taxinomie
En 1972, Alice Georgie Cruickshank Grandison avait observé six spécimens de cette espèce en les attribuant de manière erronée à Ansonia leptopus.

## Publication originale
- Wood, Grismer, Ahmad & Senawi, 2008 : Two New Species of Torrent-dwelling Toads Ansonia Stoliczka, 1870 (Anura: Bufonidae) from Peninsular Malaysia. Herpetologica, vol. 64, no 3, p. 321-340 (texte intégral).